# Кассано-Валькувия
Кассано-Валькувия (итал. Cassano Valcuvia) — коммуна в Италии, располагается в провинции Варесе области Ломбардия.
Население составляет 541 человек (2008 г.), плотность населения составляет 135 чел./км². Занимает площадь 4 км². Почтовый индекс — 21030. Телефонный код — 0332.
Покровителями коммуны почитаются святые Ипполит Римский и Кассиан из Имолы, празднование 13 августа.

## Демография
Динамика населения:

## Администрация коммуны
- Официальный сайт: